# MP4
Mp4 refere-se especificamente a MPEG-4 Part 14. Um padrão de container de áudio e vídeo que é parte da especificação MPEG-4 desenvolvido pela ISO/IEC 14496-14. A extensão oficial do nome do arquivo é .mp4, por isso é comum vermos o formato ser chamado assim.
É similar ao popular AVI, mas traz algumas vantagens: Suporte nativo a legendas embutidas (AVI também pode ter, mas só através de hacks como o usado no DivX6); Melhor suporte ao padrão de codificação de vídeo H.264, também conhecido como MPEG4 AVC. Estando codificado, um arquivo MP4 pode ter sido criado com diversos tipos de codec diferentes, incluindo DivX e XviD. Porém como DivX e XviD são relativamente bem atendidos pelo arquivo codificado AVI (que é muito mais popular), é mais comum você encontrar um MP4 que seja constituído por streams criados por codecs incomuns.

## Implementação
MPEG-4 Parte 14 é uma implementação de parte da especificação ISO/IEC 14496-12:2004(MPEG-4 Part 12:ISO base media file format) que é baseado diretamente no QuickTime File Format. O MPEG-4 Part 14 é essencialmente idêntico ao Quicktime file format, mas formalmente contém suporte para Initial Object File Descriptors (IOD) e outras características do formato MPEG.

## Tocadores de MP4
Hoje, é comum encontrar, no comércio brasileiro, aparelhos com tela LCD chamados de "tocadores de MP4", o que sugere a compatibilidade com tal codec. Mas a maioria desses aparelhos é assim chamada simplesmente por reproduzirem vídeo, diferentes, pois, dos "tocadores de MP3", que só reproduzem áudio. Na realidade, quase todos esses aparelhos são incompatíveis com MP4, ainda que a palavra "mp4" esteja presente. O usuário é obrigado a converter seus filmes para o formato AMV ou outro formato similar de baixa resolução mediante programa específico.

### MP5, MP6, MP7, MP20, etc
Como "evolução" do nome mercadológico do MP3 (áudio) para MP4 (áudio e vídeo) usado nesses players, vários aparelhos são vendidos com as siglas MP5, MP6, MP7, etc, chegando até MP60. Porém essas siglas nada significam em termos de padrões de tecnologia, não existem codificadores Mp5 (na realidade já existe codec para formato de video mp5, chamado h.265), Mp12 ou similares. Um dos motivos do uso das siglas é o proprio marketing barato de vender uma suposta evolução de tocador de áudio/video, mas com diversos incrementos como acesso a rede de telefonia celular, TV, câmeras digitais, Wi-Fi, entre outros recursos.

## Mp4 vs. Mp3
Em decorrência da similaridade dos nomes, há quem pense ser o MP4 a evolução do já popular MP3, mas, na verdade, trata-se de tecnologias diferentes. O MP3 (MPEG-2 Audio Layer 3) é um codec de áudio, enquanto o MP4 é um container de áudio e vídeo. Um exemplo do MP4 é o codec de áudio MP3 e codec de video padrão MPEG-4 num só ficheiro.

## M4a
m4a é a extensão para arquivos usando o padrão de áudio MPEG-4, ou o popular MP4. Normalmente a extensão para qualquer arquivo MPEG-4 seria "mp4", o qual também é descrito no padrão MPEG-4. A extensão m4a foi tornada popular pela Apple Inc., que iniciou usando a extensão "m4a" em seu software iTunes e nos tocadores portáteis iPod como maneira de distinguir entre arquivos de vídeo e áudio no padrão "MPEG-4". Atualmente a maioria dos reprodutores de mídia que suportam áudio "MPEG-4", também suportam a extensão "m4a". Os tipos de arquivo mais comuns usando a extensão "m4a" são aquele usando o formato de áudio "AAC" (Advanced Audio Coding), mas outros formatos como "Apple Lossless" e mesmo "mp3" pode ser adicionados em um container "m4a". Caso queira, normalmente você pode simplesmente renomear a extensão do arquivo "mp4" (desde que só contenha áudio) para "m4a", e vice-versa, para reproduzir em seu tocador de mídia favorito.

## Softwares compatíveis
- Amarok
- Windows Media Player
- Banshee Music Player
- foobar2000
- iTunes
- KSP Sound Player
- Media Player Classic
- MPlayer
- QuickTime Player
- RealPlayer
- The KMPlayer
- VLC media player
- Winamp
- Xine
- Nero Burning ROM (Nero ShowTime)
- PSP (Playstation Portatil)
- Microsoft Zune
- Bs Player
- K-Lite Codec Pack
- Diversos modelos de celulares, tablets e smartphones